# العلاقات السعودية البنغالية
العلاقات السعودية البنغالية كانت بداية العلاقات بين البلدين متوترة ولكن خلال الفترة الأخيرة نمت العلاقات بين البلدين وأصبحت أكثر قوة، بنغلاديش والمملكة العربية السعودية كلاهما دول ذات أغلبية مسلمة لهذا تولي بنغلاديش أهمية بالغة لعلاقتها مع المملكة العربية السعودية التي تعتبر المنبع لرسالة الإسلام .، كلا البلدين أعضاء في منظمة التعاون الإسلامي، كما تحتضن السعودية أعداد كبيرة من العمالة البنغالية .

## التاريخ
في عام 1947، أصبحت البنغال الشرقية جزءا من الدولة الإسلامية التي تم إنشاؤها حديثا في باكستان التي تجمعها علاقة قوية بالمملكة العربية السعودية، عندها قامت حركة القومية البنغالية بحرب تحرير بنغلاديش ضد الدولة الباكستانية ولكن السعودية عارضت دعوات الاستقلال البنغالي ودعمت الحكومة الباكستانية، رأت السعودية أن معارضة حركة القومية البنغالية لقيام دولة إسلامية يعني معارضة الإسلام نفسه ولهذا قدمت السعودية الدعم المالي والدبلوماسي الكبير للحكومة الباكستانية، بعد أن تحقق استقلال بنغلاديش التام بدعم من الهند وأدى ذلك لاستسلام الجيش الباكستاني في بنغال الشرقية، رفضت المملكة العربية السعودية الاعتراف بالدولة البنغالية الجديدة في أول خمس سنوات للاستقلال، من جانبها أقامت بنغلاديش علاقات وثيقة مع الهند والإتحاد السوفييتي ،وكلا الدولتين أيدت أستقلالها بقوة .

## إقامة العلاقات الدبلوماسية
قامت علاقات رسمية بين البلدين في 1975-1976 بعد مقتل الشيخ مجيب الرحمن ، بعد الإطاحة بنظام مجيب الرحمن رحبت باكستان وحلفائها بالنظام الجديد الذي بدأ في الابتعاد عن حلفائه التقليديين الهند والاتحاد السوفييتي .
و بعدها تم إعلان الإسلام الدين الرسمي للدولة ورفع الحظر عن المنظمات الإسلامية التي ترعها السعودية، كما حرص الرئيس العسكري الجديد ضياء الرحمن و خلفه الجنرال حسين محمد إرشاد على إقامة علاقات تجارية وثقافية قوية مع المملكة العربية السعودية في أواخر 1970 و انتقلت أعداد كبيرة من العمالة البنغلاديشية المدربة وغير المدربة إلى المملكة العربية السعودية .
يتجاوز عدد البنغاليين العاملين في السعودية اليوم 2.5 مليون كما تشير مصادر في البنك المركزي البنغالي أن إجمالي الحوالات التي تمت من العمالة البنغالي في السعودية بلغت 3.60 مليار دولار أمريكي خلال 2010-2011 ، كما تسافر أعداد كبيرة من الطلاب ورجال الدين بانتظام للسعودية للدراسة والنشاطات الدينية، ويشارك الصندوق السعودي للتنمية في العديد من المشاريع في بنغلاديش، بأعتبرها واحدة من أكثر الدول الإسلامية كثافة سكانية فإن بنغلاديش من أكثر الدول في أعداد الحجاج لمكة والمسجد الحرام ، كما أن السعودية تعتبر من أبرز الدول المانحة للمساعدات الاقتصادية لبنغلاديش كما عززت الزيارة التي قامت بها رئيسة الوزراء البنغالية الشيخة حسينة عام 2009 العلاقات بين البلدين . .